# Coleophora argentifimbriata
Coleophora argentifimbriata é uma espécie de mariposa do gênero Coleophora pertencente à família Coleophoridae.